# Teofil Antiohijski
Teofil, šesti škof v sirski Antiohiji,  nasledil naj bi Erosa (leta 169), njega pa naj bi nasledil Maksim (leta 183, za časa vladavine Marka Avrelija), čeprav so ti podatki le približni. Umrl naj bi nekje med letoma 183-185. ((Evzebij, Cerkvena zgodovina  knj., pgl., odst. 4, 20).

## Življenje
O njegovem življenju vemo le malo, večino njegovih podatkov je posredoval Evzebij Cezarejski, nekaj pa izvemo tudi iz njegovega še obstoječega dela Avtoliku. Iz njegovih del lahko razberemo, da se je rodil kot pogan, ne daleč od Tigrisa in Evfrata, deležen je bil dobre helenistične vzgoje in bil vešč govorništva. Kot odrasel mož se je Teofil ob študiju Svetega pisma spreobrnil v krščanstvo.

## Teologija
Teofilova teologija je skoraj judovska: v njej najdemo le malo specifično krščanskega. Teofilova eksegeza Geneze je pod močnim judovskim vplivom, kar postane očitno ob primerjavi z Berešit Raba in Filonovim Vprašanji o Genezi. O Jezusu molči, podobno kot Hermas, Atenagora, Tacijan in Minucij Feliks. Morda gre za nekakšno »apologetsko konvencijo«. V svojih delih, namenjenih kristjanom, je Teofil gotovo pisal drugače. Vendar pa je zadržana kristologija, ki se očitno razlikuje npr. od pisem Ignacija Antiohijskega, postala v Antiohiji tradicionalna. Osemdeset let pozneje so origenistični škofi zaradi podobnih misli, kot jih je verjetno imel Teofil, tu odstavili škofa Pavla iz Samosate. Teofil tudi ne kaže »simpatične in inteligentne radovednosti«, kakršno do znanosti in svetne filozofije kažeta Justin ali Atenagora, filozofsko je »neizobražen« in se zdi, »da je obsodil filozofijo, ne da bi v njej kar koli razumel,« vendar to paradoksno ne zmanjšuje zanimivosti in »izvirnosti« njegove filozofske misli, ki mu jo pogosto odrekajo.
Teofil v svojih izvajanjih zelo poudarja bogonavdihnjenost starozaveznih besedil; Jude ima v mističnem smislu za »prednike«. Za Grke pa ne najde dosti lepih besed; sam pravi, da naj bi bili grški spisi napisani pozneje, grške pisatelje kritizira in jih ima za neumne, nevedne in »prodajalce ukradenega blaga«; vendar dopušča tudi možnost, da »so se včasih nekateri med pesniki streznili v duši in izrekli stvari v soglasju s preroki, tako da bi bile njim in vsem drugim ljudem v pričevanje o enem in pravem Bogu, o sodbi in o vseh drugih temah, o katerih so govorili.«
Teofilov spis je »zvest odjek nauka, ki ga je Cerkev učila in predajala okrog leta 180.« Henry Chadwick pa imenuje njegvo Apologijo »bohotna obramba kristjanov.«

## Delo
Čeprav Teofil zase skromno pravi, da je neuk glede besede, je bil v resnici zelo plodovit pisec. Napisal naj bi prispevke na področju krščanske literature, polemike, eksegeze in apologije. Po poročanju Evzebija pa  (Cerk. zgod. 4, 24) vemo, da je napisal protiheretični deli Proti Hermogenovi hereziji (v njem naj bi v polemiki proti temu gnostičnemu voditelju navajal tudi Janezovo Razodetje; prim. F. Bolgiani: Sullo scritto perduto di Teofilo d`Antiochia Contro Ermogene)) in proti Marcionu (prim. F. Loofs: Theophilus von Antiochien Adversus Marcionem und die anderen theologischen Quellen bis Irenäus), ter sestavil Katehetske knjige (ki jih Hieronim opredeljuje kot breves elegantesque tractatus ad aedificationem ecclesiae pertinentes). Hieronim tem naslovom dodaja še dva spisa, ki se mu ne zdita Teofilova: Komentar evangelijev (O slavnih možeh 25; v 121. pismu Algaziji 6,15 pa govori o nekakšni Teofilovi harmoniji evangelijev) in komentarju starozavezne knjige Salomonovih Pregovorov. Sam Teofil bralca večkrat napoti na druge spise: na »drugo razpravo«, na »Knjigo o zgodbah/zgodovini«, (prim. Avtoliku 2.28; 2.30; 2.31; 3.3; 3.19) in na spis »Nastanek sveta«. V prvem delu je poleg drugega obravnaval demone, rodovnike prvih ljudi, pripoved o vesoljnem potopu, v drugem - ki je morda istovetno s prvim - pa je razlagal Prvo Mojzesovo knjigo. Hieronim omenja še neke komentarje o evangelijih in Pregovorih, ki so si sposodili Teofilovo ime, vendar se mu zdijo neskladni z eleganco in stilom njegovih drugih del.
Žal so se ohranili le trije njegovi spisi, ki jih Evzebij pozna pod naslovom Trije temeljni spisi Avtoliku. Nastali so verjetno med 180. in 185. letom. Ohranili so se v kodeksu iz knjižnice kardinala Bessariona, prepisanem v 2. stoletju. V kazalu prepisa so naslovljeni kot Tri razprave o krščanski veri Teofila, šestega patriarha velike Antiohije, (naslovljene) na Avtolika.

## Avtoliku
Ni jasno, ali je Avtolik zgodovinska ali namišljena oseba oziroma poganski prijatelj, ki ga skuša Teofil prepričati. Sam spis sestavljajo tri knjige in iz samega besedila ni videti, da bi šlo za enotno delo, po vsej verjetnosti so šele pozneje združili tri ali še verjetneje dva samostojna Teofilova spisa. Knjige so napisane v precej različnem slogu; v prvi je malo, v naslednjih pa mnogo navedkov iz klasične poganske književnosti. Tudi odnos do naslovnika spisa je različen: v prvem spisu ga Teofil nagovarja zaničljivo, v drugem pa ga imenuje »nadvse odlični Avtolik.« V samih spisih je navedenih tudi veliko kronoloških podatkov, od samega Adama pa do smrti Marka Avrelija.
Zgradba prvega spisa, v katerem najdemo precej vzporednic z nedavno najdenim Pismom (velikega duhovnika) Haba Seneki o napuhu in malikih, ki je nagovor prozelitom, je takšna:
1. Predgovor (pogl. 1)

"Problemi spoznanja Boga (pogl. 2-8)
1. Lažni bogovi in resnični Bog (pogl. 9-11)
2. Dostojanstvo imena »kristjan« (pogl. 12)
3. O vstajenju mrtvih (pogl. 13)
4. Epilog (pogl. 4)

Vsebina drugega spisa naj bi govorila o protislovnosti grških filozofov in pesnikov, ko govorijo o Bogu in stvarjenju sveta, in jih primerja s preroki, ki jih navdihuje Bog. Tukaj tudi najdemo prvi krščanski komentar na začetku Geneze (II, 15) in prvi primer uporabe izraza »Trojica«. Okvirno ga lahko razčlenimo takole:
1. Predgovor (pogl. 1)
2. Praznost poganske religije in poganske književnosti (pogl. 2-8)
3. Odličnost starozavezne književnosti (pogl. 9-35)
4. Skladnost nekaterih grških pesnikov z osnovnim starozaveznim oznanilom (pogl 36-38)
5. Epilog (pogl. 38b)

V tretji knjigi poskuša Teofil pokazati, kako starodavno je svetopisemsko bogoslovje, vsebuje pa tudi kronološke zgodovinske podatke:
1. Predgovor (pogl. 1)
2. Praznost grške književnosti in filozofije (pogl. 2-8)
3. Starodavnost starozavezne književnosti (pogl. 9-29)
4. Epilog (pogl. 30)